# 藤谷一郎
藤谷一郎（ふじや いちろう）は、日本の音楽プロデューサー、作曲家、編曲家、ベーシストである。

## 人物
音楽好きの父、姉の影響で幼少からビートルズを聴いて育つ。小学生の頃はお小遣いをもらうと御茶ノ水の中古レコード屋に行きレコードを物色していた。小学校の高学年になるとプログレッシブ・ロックにはまりイエス、キング・クリムゾン、ELP等を好んで聴くようになる。小学五年生の時に同級生とイエスの楽曲「ラウンドアバウト」のイントロ部分のギターをどちらが完全コピーするか、の対決に敗れベーシストを目指す。中学生になり念願のエレクトリックベースを購入。しかしバンドをやる仲間が見つからず放置。高校生になりようやくバンド活動を開始。その頃からパンク・ロック、ハードロック、ヘヴィメタル等を好んで聴くようになる。高校卒業後からいくつものアマチュアバンドやサポートをしながらブラックミュージックやラテン音楽、ブラジル音楽等に傾倒していく。初仕事は全日本プロレス記念CDのレコーディング。2001年にTime FellowShipというユニットで、2010年にunistyleとして現在までに2度のメジャー・デビューを経験する。2017年にシンガーソングライター、ボイストレーナーの江本有佳里と共に子供向けボーカル教室S.A.I Kids Vocal Academyを設立。

## 作編曲家　プロデューサーとしての活動
上戸彩
- 「愛のために B2F Remix」（編曲）

AKB48
- 「メールの涙」（Chocolove from AKB48）（作曲）
- 「ある日 ふいに…」（作曲・編曲）

遠藤綾
- 「Follow your way」（作曲・編曲）

大橋のぞみ
- 「COME COME EVERYBODY」（作曲）

KAT-TUN
- 「BUTTERFLY」（編曲）

黒瀬真奈美
- 「初恋」（作曲）

柴咲コウ
- 「one's heart」（作曲）

SMAP
- 「ハロー」（編曲）

東京力車
- 「俥気」（編曲）
- 「我ありて我思う」（作曲・編曲）
- 「生きてわかる事がある」（作曲・編曲）

東方神起
- 「Forever Love」（作曲）
- 「時ヲ止メテ」（作曲）
- 「MAZE」（作曲）
- 「Tea For Two」（作曲）

豊崎愛生
- 「ただいまおかえり」（作曲）

豊永利行
- 「WANNA BE HOPE」（作曲・編曲）

乃木坂46
- 「僕が手を叩く方へ」（作曲・編曲）

野島健児
- 「いつかどこかの僕について」（全曲サウンドプロデュース）
- 「Between the lines」（全曲サウンドプロデュース）

平野綾
- 「光の果てに」（作曲・編曲）

V6
- 「chance!」（作曲）

BoA
- 「still」（編曲）

堀江由衣
- 「Time Machine」（編曲）

ミスモノクローム
- 「？」（作曲・編曲）

unistyle
- 「unistyle」（全曲サウンドプロデュース）

リュシウォン
- 「ずっといつまでも」（作曲・編曲）
- 「tears」（作曲・編曲）

## ベーシストとしての活動
ライブサポートしたアーティスト
Jazztronik、ウカスカジー、来生たかお、沖仁、ナオト・インティライミ、前田敦子、ゴスペラーズ、野島健児、奥華子、南里沙、柴咲コウ、Aimer、安田レイ、城南海
レコーディングに参加したアーティスト
Jazztronik、ウカスカジー、ゴスペラーズ、SMAP、KAT-TUN、BoA、山崎まさよし、松下奈緒、葉加瀬太郎、私立恵比寿中学、ポルノグラフィティ、野島健児、リュ・シウォン、堀江由衣、平野綾、安藤裕子、藤木直人、南里沙、柴咲コウ

## 著書
- 『DTMerのためのアレンジのお作法』 リットーミュージック、2014年。ISBN 978-4845624263